# Горбуша

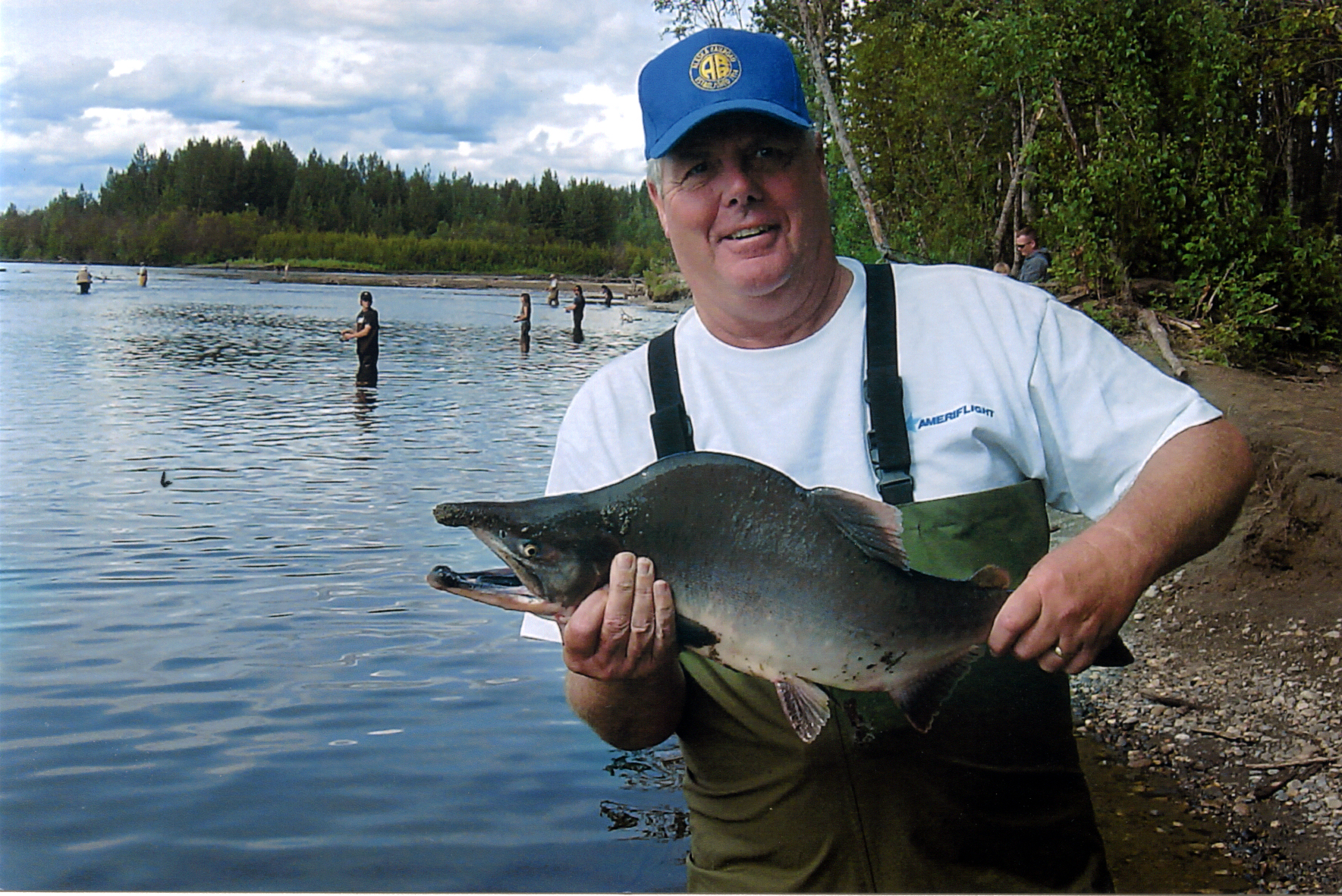
Горбуша, спіймана рибалкою під час прісноводного нересту

Горбуша або рожевий лосось (Oncorhynchus gorbuscha) — вид міграційних риб родини лососевих (Salmonidae). Наукова назва виду — gorbuscha — походить від російської назви цієї риби горбуша. Це найменший та найпоширеніший вид тихоокеанських лососевих.
Горбуша водиться в холодних водах, віддає перевагу температурі від 5,6 до 14,6°С при оптимальній температурі в 10,1°С. При температурі в 25,8°С риба гине. Горбуша водиться в прибережних водах Тихого і Північного Льодовитого океанів, від річки Сакраменто в Північній Каліфорнії до річки Маккензі в Канаді і від річки Лена у Сибіру до Кореї. В Азії поширена аж до Хонсю на півдні. Свого часу горбуша була завезена у Великі озера і успішно там прижилася. Вона є єдиним видом лососевих, який успішно прижився в повністю прісноводному середовищі. У самих Великих озерах горбуша часто зустрічається в озері Верхньому і досить рідко — в озері Мічиган. Також непогано прижилася на Кольському півострові.